# Ерышов, Александр Анатольевич
Александр Анатольевич Ерышов (род. 17 января 1973, Туапсе, СССР) — советский и российский ватерполист. Завоевал две олимпийские медали — серебряную на Олимпиаде 2000 в Сиднее и бронзовую на Олимпиаде 2004 в Афинах. Заслуженный мастер спорта России. Мастер спорта международного класса.
Участник Олимпийских игр (1996);
Бронзовый призер чемпионатов мира (1994, 2001);
Бронзовый призер чемпионата Европы (1997);
Чемпион России (1998, 2000-2002);
Бронзовый призер чемпионата России (1999, 2003);
Обладатель Кубка мира (2002);
Победитель Игр Доброй воли (1994, 1998);
Победитель Мировой лиги (2002).
Александр стал лучшим бомбардиром на Чемпионат Европы по водному поло 2001 в Будапеште забив 21 гол. Чемпион мировой лиги. Лучший игрок Европы (2003).
Играл в командах: Торпедо Москва, ЦСК ВМФ Москва, Динамо Москва, Посиллипо Неаполь (Италия), Штурм 2002 Чехов.
Почетный Динамовец;
Чемпион Италии;
Дважды обладатель Кубка кубков европейских стран;
Чемпион Азиатской лиги чемпионов.
Тренерская работа: Динамо Москва, ЦСП «Измайлово» Москва, национальная и юношеская сборная РФ, МГФСО юноши.
В 2018—2019 годах — главный тренер клуба «Синтез» Казань.
Имеет государственные награды:
- Орден Дружбы;
- Медаль Ордена «За заслуги перед Отечеством» II степени.
Награжден почетным знаком «За заслуги в спорте» II степени.